# Vittorio De Sica
Vittorio De Sica (Sora, Itàlia, 7 de juliol del 1901 - Neuilly-sur-Seine, França, 13 de novembre del 1974) fou un director de cinema i actor italià, un dels màxims exponents del neorealisme.

## Biografia
Nascut en la pobresa, començà la carrera com a actor de teatre a principi dels anys 20 i entrà a la companyia de teatre de Tatiana Pavlova el 1923.
Fundà la seva pròpia companyia amb la seva esposa, Giuditta Rissone, i Sergio Tofano. La companyia representà sobretot comèdies lleugeres, però també obres de Beaumarchais, i treballaren amb directors famosos com Luchino Visconti.
Després de divorciar-se de la seva primera esposa, es va casar amb l'actriu catalana, Maria Mercader Fordada, nascuda a Barcelona el 1918, amb qui va tenir dos fills: l'actor Christian De Sica i el músic Manuel De Sica.
La seva trobada amb Cesare Zavattini fou un fet molt important: escrigueren junts en alguns dels films més populars del neorealisme italià, com Sciuscià i El lladre de bicicletes.

## Carrera

### Teatre
De Sica va ser guardonat el 1923. Descrit com sorprenentment guapo, ja a principi dels anys vint va començar la seva com a actor de teatre. Amb Pavlova va treballar durant dos anys i va fer una gira per Amèrica del Sud. El 1925, es va unir a la companyia italiana Almirante Manzini i aviat va ser conegut com el segon millor de la seva tropa. Dos anys més tard es va incorporar a la companyia de Luigi Almirante, Sergio Tofano i Giuditta Rissone. De Sica va debutar com a protagonista romàntic a Gli occhi azzurri dell'imperatore, de Ferenc Molnár. Durant aquest període va conèixer Umberto Melnati, un actor de Livorno, amb qui va formar un duo còmic d'èxit i va col·laborar en moltes pel·lícules i obres de teatre. El 3 d'octubre de 1930 s'estrenen al Teatro Manzoni amb L'isola meravigliosa, basada en l'obra d’Ugo Betti. Aviat van ser descoberts per Mario Mattoli, que aleshores era empresari al Teatro Mazoni. Mattoli va quedar impressionat per la qualitat dels assajos i es va oferir a unir-se a la seva companyia Za-Bum. Amb Za-Bum, De Sica, Rissone i Melnati van tocar a Una segretaria per tutti, Un cattivo soggetto, Il signore desidera?, Lisetta i moltes altres revistes escrites per Mattoli i Luciano Ramo. El duet es va fer famós a l'àmbit nacional després de l'èxit de l'esquetx radiofònic Düra minga, dura no i una cançó popular Lodovico sei dolce come un fico cantada per De Sica.
El 1933, De Sica, Rissone i Tofano van fundar la seva pròpia empresa. El període de Tofano-Rissone-De Sica va ser notable també pel coneixement de De Sica amb Aldo de Benedetti i Gherardo Gherardi, els guionistes amb els quals va tenir una col·laboració llarga i fructífera. El 1936, la companyia es va reformar a Rissone-De Sica-Melnati, i finalment es va dissoldre el 1939. L'obra Due dozzine di rose scarlatte, escrita per Aldo De Benedetti, es va estrenar l'11 de març de 1936 al Teatre Argentina. Es considera la millor comèdia italiana dels anys trenta.
El 1937, De Sica es va casar amb Giuditta Rissone, per aquella època es va acabar el duet amb Melnati. L'any 1940, els cònjuges es van reconciliar amb Tofano i van tornar a fundar la mútua, on totes les tasques de gestió van ser assumides per Tofano. Junts van estrenar una sèrie d'obres d'èxit: La scuola della maldicenza (basada en Richard Brinsley Sheridan), Ma non è una cosa seria, escrita per Luigi Pirandello, Il paese delle vacanze, d’Ugo Betti, Liolà, etc.
El 1945-46, va actuar en dos espectacles dirigits per Alessandro Blasetti: Il tempo e la famiglia Conway, escrit per John Boynton Priestley i Ma non è una cosa seria, de Luigi Pirandello. Durant la temporada 1945-46 va passar a tocar a Les noces de Fígaro i va col·laborar amb Luchino Visconti, Vivi Gioi i Nino Besozzi. El 1948-49 va actuar en dues obres noves: Una vida plena i El magnífic cornut, escrites per Fernand Crommelynck i adaptades per Mario Chiari. The Magnificent Cuckold es va convertir en l'última actuació teatral de De Sica, després de la qual es va concentrar plenament en projectes de cinema i televisió. Entre 1923 i 1949 De Sica va participar en més de 120 representacions teatrals.

### Cinema
En els primers anys, De Sica va compaginar la carrera teatral i cinematogràfica: als mesos d'estiu, es dedicava a la realització de cinema i passava els hiverns actuant a l'escenari. Al cinema, el seu primer paper destacat va ser l'any 1932 a Gli uomini, che mascalzoni, dirigit per Mario Camerini. La cançó Parlami d'amore Mariù es va convertir en un èxit i va romandre la seva cançó signatura durant molts anys.  A la dècada del 1930, els seus crèdits incloïen moltes actuacions notables, com a  Darò un milione (1935), Il signor Max (1937), I grandi magazzini (1939), Manon Lescaut. Entre 1931 i 1940, va protagonitzar i dirigir 23 produccions.
Durant l'any 1934, a Verona, De Sica va conèixer el guionista Cesare Zavattini, durant molts anys es convertirien en col·laboradors inseparables i van crear algunes de les pel·lícules més celebrades de l'època neorrealista, com Sciuscià (Enllustrador de sabates) i El lladre de bicicletes, ambdues dirigides per De Sica.
El 1940, amb el suport del productor Giuseppe Amato, De Sica va debutar com a director i va crear Rose scarlatte.  El 1944 va rebre una invitació de Goebbels per fer una pel·lícula a Praga, però s'hi va negar, amb una oferta del Catholic Film Center de Roma com a excusa.
El drama de De Sica de 1946, Sciuscià, va guanyar l'Oscar a la millor pel·lícula de parla no anglesa el 1947. Malgrat l'èxit de crítica de la pel·lícula, va fracassar a la taquilla italiana perquè el públic anhelava pel·lícules més fàcils i va anar sobretot a les comèdies. També va ser molt criticada pel Ministeri de Justícia i el Departament de Correcció. Aquesta alienació per part de les autoritats italianes va dificultar que De Sica pogués finançar els seus projectes posteriors. Per produir El lladre de bicicletes, De Sica va haver d'invertir diners propis i comptar amb el suport de diversos empresaris italians. La pel·lícula va portar a De Sica el seu segon Oscar, així com molts altres premis i elogis, però, de nou, l'èxit a la taquilla italiana va ser tèbia. La relació amb el Govern va continuar sent dolenta. Després de l'estrena d'Umberto D., el primer ministre Giulio Andreotti va enviar a De Sica una carta en què l'acusava de prestar un mal servei al país.
El 1951, De Sica va ser coautor (amb Alberto Sordi) i va tocar a Mamma mia, che impressione! El 1952, va interpretar al costat de Gina Lollobrigida a Altri tempi i, de nou, el 1953, a la comèdia Pane, amore e fantasia. El personatge de De Sica, el mariscal Antonio Carotenuto, es va convertir de seguida en el favorit del públic. La pel·lícula va tenir un gran èxit, va ser nominada als Premis de l'Acadèmia i va guanyar l'Ós de Plata a la Berlinale. Van seguir tres seqüeles: Pa, amor i gelosia (1954), Escàndol a Sorrento (1955) i Pa, amor i Andalusia (1958).
El 1959, De Sica va aparèixer a la sèrie de televisió britànica The Four Just Men, i el 1961 va protagonitzar Els dos mariscals al costat de Totò.

## Vida personal
La seva passió pels jocs d'atzar era ben coneguda i, per això, sovint perdia grans sumes de diners i acceptava treballs que d'altra manera no l'haurien interessat. Mai va mantenir el joc en secret per a ningú; de fet, el va projectar en personatges de les seves pròpies pel·lícules, com el Conte Max (en el qual va actuar però no va dirigir) i L'or de Nàpols, així com en General Della Rovere, pel·lícula dirigida per Rossellini en la qual De Sica va fer el paper principal.
El 1937 Vittorio De Sica es va casar amb l'actriu Giuditta Rissone, que va donar a llum la seva filla Emilia (10 de febrer de 1938 - 23 de març de 2021). L'any 1942, al plató d'Un garibaldino al convento, va conèixer l'actriu espanyola María Mercader (cosina de Ramon Mercader, assassí de Lev Trotski), amb qui va iniciar una relació. De Sica no es va separar mai de la seva primera família: duia una doble vida familiar, amb dobles celebracions els dies festius. Es diu que, per Nadal i la nit de Cap d'Any, a casa de Mercader feia anar dues hores enrere els rellotges per poder brindar a mitjanit amb les dues famílies. Rissone va acceptar mantenir la façana d'un matrimoni per no deixar la filla sense pare. Després de divorciar-se finalment de Rissone a França el 1954, es va casar amb Mercader el 1959 a Mèxic, però aquesta unió no es considerava vàlida segons la llei italiana. El 1968 va obtenir la nacionalitat francesa i es va casar amb Mercader a París. Mentrestant, ja havia tingut dos fills amb ella: Manuel (1949-2014), músic i compositor, i Christian (n. 1951), que seguiria el camí del pare com a actor i director. Només quan Christian tenia 18 anys, els germans es van assabentar els uns dels altres i van començar a comunicar-se. El fill de Christian i el net de Vittorio, Brando De Sica, va continuar la dinastia i es va convertir en actor i director de cinema.
Era catòlic romà i comunista.
De Sica va morir el 13 de novembre de 1974 després d'una intervenció quirúrgica a causa d’un càncer de pulmó a l'hospital de Neuilly-sur-Seine de París.

## Filmografia parcial

### Director
- 1939: Rose scarlatte
- 1940: Maddalena, zero in condotta
- 1941: Teresa Venerdì
- 1942: Un garibaldino al convento
- 1944: I bambini ci guardano
- 1946: La porta del cielo
- 1946: Sciuscià
- 1948: Cuore
- 1948: El lladre de bicicletes (Ladri di biciclette)
- 1951: Miracle a Milà (Miracolo a Milano)
- 1952: Umberto D.
- 1953: Stazione Termini
- 1954: L'oro di Napoli
- 1956: Il Tetto
- 1958: Anna di Brooklyn
- 1960: La ciociara
- 1961: Il Giudizio universale
- 1962: I sequestrati di Altona
- 1962: Boccaccio '70
- 1963: Il Boom
- 1963: Ieri, oggi e domani
- 1964: Matrimonio all'italiana
- 1966: Un monde nouveau
- 1966: Caccia alla volpe
- 1967: Sette Volte Donna
- 1967: Les bruixes (Le streghe)
- 1968: Amanti
- 1969: Els gira-sols (I girasoli)
- 1970: El jardí dels Finzi Contini (Il giardino dei Finzi Contini)
- 1970: Le Coppie
- 1972: Lo chiameremo Andrea
- 1973: Una Breve vacanza
- 1974: El viatge (Il viaggio)

### Actor
- 1927: La bellezza del mondo
- 1928: La compagnia dei matti
- 1932: La vecchia signora
- 1932: Gli uomini che mascalzoni
- 1932: Due cuori felici
- 1933: Paprika
- 1933: Un cattivo soggetto
- 1933: La segretaria per tutti
- 1934: Lisetta
- 1934: La canzone del sole
- 1934: Tempo massimo
- 1934: Il signore desidera?
- 1935: Darò un milione
- 1936: Amo te sola
- 1936: Non ti conosco più
- 1936: Ma non è una cosa seria
- 1937: L'uomo che sorride
- 1937: Il signor Max
- 1938: Napoli d'altri tempi
- 1938: Il Trionfo dell'amore
- 1938: L'orologio a cucù
- 1938: Partire
- 1938: Hanno rapito un uomo
- 1938: Le due madri
- 1939: Grandi magazzini
- 1939: Ai vostri ordini, signora!
- 1939: Questi ragazzi
- 1953: Pane, amore e fantasia (Pa, amor i fantasia)
- 1954: Pa, amor i gelosia (Pane, amore e gelosia)
- 1955: Pane, amore e... (Pa, amor i...)
- 1957: Casino de París (Casino de Paris)
- 1957: Adéu a les armes (A Farewell to Arms)
- 1958: Pan, amor y... Andalucía (Pa, amor i Andalusia)
- 1959: El general de la Rovere (Il generale della Rovere)
- 1961: Le meraviglie di Aladino
- 1962: La Fayette
- 1965: The Amorous Adventures of Moll Flanders
- 1966: Jo, jo, jo... i els altres (Jo, jo, jo... i els altres)
- 1967: Un italiano in America
- 1968: Les sandàlies del pescador (The Shoes of the Fisherman)
- 1969: Si avui és dimarts, això és Bèlgica (If It's Tuesday, This Must Be Belgium)
- 1969: Una su 13
- 1972: Les aventures de Pinotxo (Le avventure di Pinocchio)
- 1972: Storia de fratelli e de cortelli
- 1974: C'eravamo tanto amati

## Premis i reconeixements
Oscar
| Any  | Categoria                                         | Pel·lícula                  | Resultat  |
| ---- | ------------------------------------------------- | --------------------------- | --------- |
| 1948 | Oscar honorífic a la millor pel·lícula estrangera | Sciuscià                    | Guanyador |
| 1950 | Oscar honorífic a la millor pel·lícula estrangera | El lladre de bicicletes     | Guanyador |
| 1958 | Oscar al millor actor secundari                   | Adéu a les armes            | Nominat   |
| 1965 | Oscar a la millor pel·lícula de parla no anglesa  | Ahir, avui i demà           | Guanyador |
| 1966 | Oscar a la millor pel·lícula de parla no anglesa  | Matrimoni a la italiana     | Nominat   |
| 1972 | Oscar a la millor pel·lícula de parla no anglesa  | El jardí dels Finzi-Contini | Guanyador |

Festival Internacional de Cinema de Canes
| Any  | Pel·lícula     | Resultat   |
| ---- | -------------- | ---------- |
| 1951 | Miracle a Milà | Palma d'Or |
| 1956 | Il tetto       | Premi OCIC |

Premis David di Donatello
| Any  | Categoria                          | Pel·lícula              |
| ---- | ---------------------------------- | ----------------------- |
| 1956 | Premi al millor actor protagonista | Pane, amore e...        |
| 1963 | Premi al millor director           | I sequestrati di Altona |
| 1965 | Premi al millor director           | Matrimoni a la italiana |
| 1973 | David Europeu                      | Una breve vacanza       |

Nastro d'Argento
| Any  | Categoria                     | Pel·lícula              |
| ---- | ----------------------------- | ----------------------- |
| 1946 | Millor director               | Sciuscià                |
| 1948 | Millor actor protagonista     | Cuore                   |
| 1949 | Millor director i millor guió | El lladre de bicicletes |

### Altres
- 1949: National Board of Review al millor director per El lladre de bicicletes
- 1955: Grolla d’Oro al millor director per L'oro di Napoli
- 1971: Os d'Or del Festival Internacional de Cinema de Berlín per El jardí dels Finzi Contini